# Paolo Chiarini (fumettista)
Paolo Chiarini (24 febbraio 1946 – 22 marzo 2002) è stato un fumettista italiano.

## Biografia
Dopo gli studi come odontotecnico lavorò per uno studio di architettura e, solo più tardi, si dedicò ai fumetti iniziando a collaborare durante gli anni settanta con la Edifumetto realizzando illustrazioni per alcune serie per adulti come Sexy Favole e altre per poi dedicarsi alla satira politica collaborando con i settimanali Zut e 18 Colonne. Il disegnatore Magnus lo prese come inchiostratore per le serie Kriminal, Satanik e Alan Ford continuando questa attività anche quando poi Magnus interruppe i rapporti con la Editoriale Corno e venne sostituito da Paolo Piffarerio alla realizzazione di Alan Ford, serie della quale, negli anni ottanta, realizzò anche i disegni di tre albi (volumi n. 175, 178 e 181).